# Condado de Las Animas
O Condado de Las Animas é um dos 64 condados do Estado americano do Colorado. A sede do condado é Trinidad, e sua maior cidade é Trinidad. O condado possui uma área de 12 368 km² (dos quais 7 km² estão cobertos por água), uma população de 15 207 habitantes, e uma densidade populacional de 1 hab/km² (segundo o censo nacional de 2000). O condado foi fundado em 1866.